# Zoica oculata
Zoica oculata är en spindelart som beskrevs av Jan Buchar 1997. Zoica oculata ingår i släktet Zoica och familjen vargspindlar.
Artens utbredningsområde är Bhutan. Inga underarter finns listade i Catalogue of Life.